# Dicranomyia (Dicranomyia) thetica
Dicranomyia (Dicranomyia) thetica is een tweevleugelige uit de familie steltmuggen (Limoniidae). De soort komt voor in het Oriëntaals gebied.